# Bellefontaine (Tintigny)
Pour les articles homonymes, voir Bellefontaine.
Bellefontaine (en gaumais Bèlfanténe, en wallon Belfontinne-e-Gåme) est une section et un village de la commune belge de Tintigny située en Région wallonne dans la province de Luxembourg.

## Étymologie
La dénomination Bellefontaine, qui apparaît dès 1251, a été donnée à la localité en raison des nombreuses sources et fontaines qui jaillissent en divers points de son territoire. 
La tradition rapporte que les filles d’un seigneur des environs venaient prendre leurs ablutions à une fontaine du village. Cette fontaine fut appelée « fontaine des belles » et le village fut baptisé : Belle-Fontaine.

## Démographie
- Source : INS recensements population.
- 1890 : scission de Saint-Vincent en 1887.

## Histoire

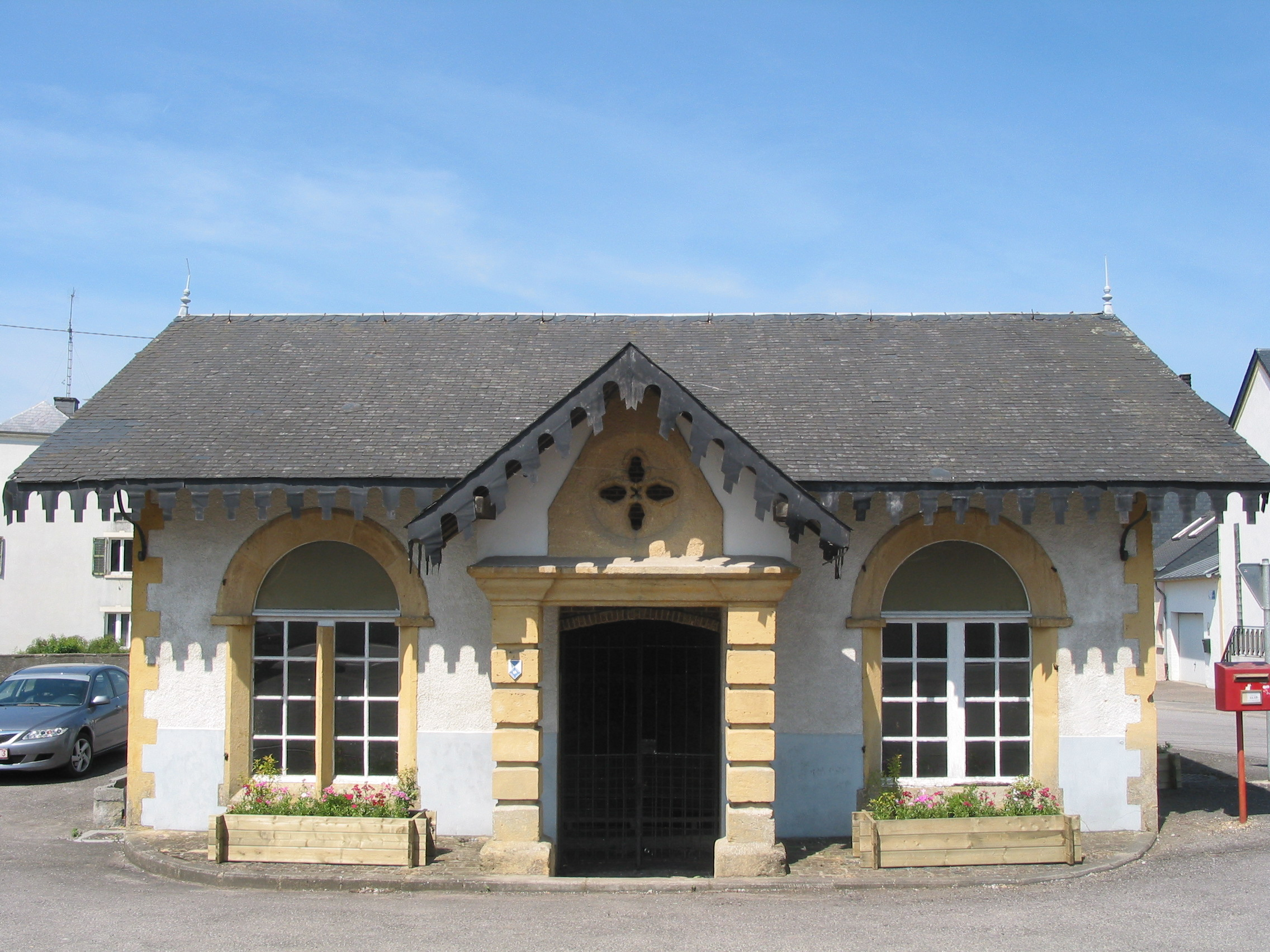
La Fontaine du Centre est un lavoir classé construit en 1873.

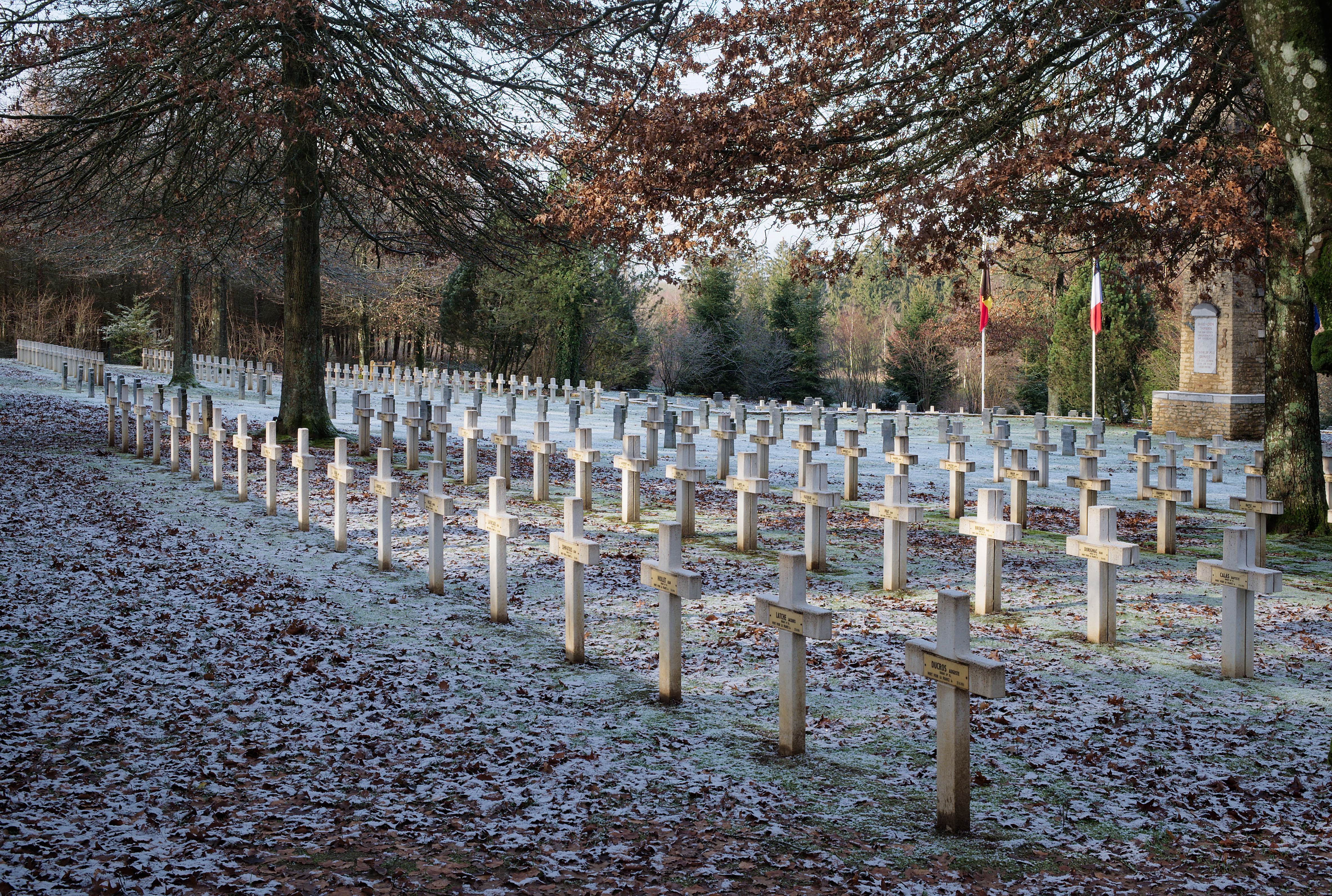
Cimetière militaire du Radan.

Les premières traces de vie humaine apparaissent à l’âge du fer, 800 ans environ avant Jésus-Christ, en témoignent les tombelles découvertes au sud-ouest de la localité, dans les Grand Bois de Saint-Vincent (123 tombelles), à Maidjibois (7) et aux Aisances de Bellefontaine (23).
Le village se situe à l’emplacement exact de l’ancienne chaussée romaine reliant Reims à Trèves, dite « chaussée Brunehaut ».
Une villa agricole romaine importante, datée de la fin du IIIe siècle, fut mise au jour en 1860, au lieu-dit « La Coue ». Des fragments de poterie, des pièces de monnaie et des vestiges de tombeaux y furent notamment découverts.
Historiquement, les plus anciennes habitations du village se situaient autour de la « rue de la Forge » au centre du village actuel.
Affranchi à la loi de Beaumont en 1258 par le Comte Arnould III de Chiny, le village fit, pendant des siècles, partie intégrante de la seigneurie de Villemont, qui relevait elle-même du comté de Chiny, jusqu’à la Révolution française.
En 1797, la localité fut érigée en commune dans le département des Forêts. Elle se composait alors de trois villages : Bellefontaine, Saint-Vincent et Lahage.
Le samedi 22 août 1914 un combat sanglant de la Première Guerre mondiale opposa les Français et les Allemands, dans le cadre de la Bataille des Ardennes, à proximité du village. En 1917, un cimetière fut érigé face au champ de bataille, à l’orée du bois au lieu dit du Radan, dans lequel reposent 527 soldats français et 238 soldats allemands. Un odonyme (rue du Vingt-Deux-Août) de Tintigny rappelle aussi cet évènement.
Lors de la Seconde Guerre mondiale, au cours de la Bataille de France, Bellefontaine est prise le 12 mai 1940 par les Allemands de l'Aufklärung-Abteilung 68, unité de reconnaissance de la 68. Infanterie-Division.
Le 1er janvier 1977, Bellefontaine, jusque-là commune à part entière, devient une section de la commune de Tintigny.

## Patrimoine et culture

### Culture

#### Folklore
Depuis 1979, le carnaval de Bellefontaine est organisé par le Patro Saint François-Xavier lors du 2e dimanche des vacances de Pâques. Cet événement regroupe chaque année entre 20 et 30 groupes costumés qui défilent le dimanche après-midi dans les rues du village. Après le défilé, une omelette géante de plus de 1200 œufs (offerts par les villageois) est servie gratuitement dans la cour du Château.